# Karl-Heinz Stender
Karl-Heinz Stender – zbrodniarz nazistowski, więzień funkcyjny w niemieckich obozach koncentracyjnych Gross-Rosen i Hirschfeld.
W latach 1940–1943 był więźniem Gross-Rosen, gdzie władze obozowe ustanowiły go starszym obozu. Następnie przeniesiono go do obozu w Hirschfeld, gdzie również był więźniem funkcyjnym. Nieustannie znęcał się nad podległymi mu więźniami i jeńcami radzieckimi, wielokrotnie ze skutkiem śmiertelnym. 11 czerwca 1947 został skazany na dożywocie przez wschodnioniemiecki sąd w Görlitz.